# Liste der Bodendenkmäler in Gemünden am Main
Auf dieser Seite sind die Bodendenkmäler in der unterfränkischen Stadt Gemünden am Main zusammengestellt. Diese Tabelle ist eine Teilliste der Liste der Bodendenkmäler in Bayern. Grundlage ist die Bayerische Denkmalliste, die auf Basis des Bayerischen Denkmalschutzgesetzes vom 1. Oktober 1973 erstmals erstellt wurde und seither durch das Bayerische Landesamt für Denkmalpflege geführt wird. Die folgenden Angaben ersetzen nicht die rechtsverbindliche Auskunft der Denkmalschutzbehörde.

## Bodendenkmäler in Gemünden am Main
| Lage       | Objekt                                                                                            | Akten-Nr.     | Bild |
| ---------- | ------------------------------------------------------------------------------------------------- | ------------- | ---- |
| (Standort) | Bestattungsplatz mit Grabhügeln vorgeschichtlicher Zeitstellung.                                  | D-6-5824-0012 |      |
| (Standort) | Früh- und hochmittelalterliche Wüstung, Freilandstation des Jungpaläolithikums                    | D-6-5923-0019 |      |
| (Standort) | Freilandstation des Paläolithikums und des Mesolithikums                                          | D-6-5923-0020 |      |
| (Standort) | Untertägige Teile des hoch- und spätmittelalterlichen ehem. Benediktinerklosters                  | D-6-5923-0024 |      |
| (Standort) | Als Hohlweg ausgeprägter Abschnitt des mittelalterlichen Fernweges „Birkenhainer Straße“.         | D-6-5923-0025 |      |
| (Standort) | Mittelalterlicher Vorgängerbau sowie Befunde der frühen Neuzeit im Bereich der Kath. Kirche       | D-6-5923-0026 |      |
| (Standort) | Siedlung vorgeschichtlicher Zeitstellung und vermutlich Wüstung des hohen und späten Mittelalters | D-6-5923-0028 |      |
| (Standort) | Abgegangene frühneuzeitliche Kath. Pfarrkirche St. Andreas von Langenprozelten.                   | D-6-5923-0029 |      |
| (Standort) | Freilandstation des Paläolithikums.                                                               | D-6-5923-0062 |      |
| (Standort) | Spätmittelalterlicher Burgstall.                                                                  | D-6-5924-0008 |      |
| (Standort) | Frühmittelalterlicher Ringwall.                                                                   | D-6-5924-0009 |      |
| (Standort) | Grabhügel vorgeschichtlicher Zeitstellung.                                                        | D-6-5924-0010 |      |
| (Standort) | Grabhügel vorgeschichtlicher Zeitstellung.                                                        | D-6-5924-0011 |      |
| (Standort) | Bestattungsplatz mit Grabhügel vorgeschichtlicher Zeitstellung.                                   | D-6-5924-0012 |      |
| (Standort) | Mittelalterlicher oder frühneuzeitlicher Wernübergang.                                            | D-6-5924-0015 |      |
| (Standort) | Bestattungsplatz mit Grabhügeln vorgeschichtlicher Zeitstellung                                   | D-6-5924-0023 |      |
| (Standort) | Freilandstation des Paläolithikums und des Mesolithikums                                          | D-6-5924-0051 |      |
| (Standort) | Freilandstation des Mesolithikums, Siedlung vorgeschichtlicher Zeitstellung.                      | D-6-5924-0057 |      |
| (Standort) | Frühmittelalterlicher Burgstall.                                                                  | D-6-5924-0060 |      |
| (Standort) | Siedlung der Hallstattzeit.                                                                       | D-6-5924-0066 |      |
| (Standort) | Mittelalterlicher Burgstall.                                                                      | D-6-5924-0078 |      |
| (Standort) | Siedlung des Neolithikums.                                                                        | D-6-5924-0084 |      |
| (Standort) | Teilweise als Hohlweg ausgeprägter Abschnitt des mittelalterlichen Fernweges                      | D-6-5924-0094 |      |
| (Standort) | Freilandstation des Mittelpaläolithikums.                                                         | D-6-5924-0103 |      |
| (Standort) | Befunde des Mittelalters und der frühen Neuzeit im Bereich der Kath. Filialkirche                 | D-6-5924-0104 |      |
| (Standort) | Befunde des Mittelalters und der frühen Neuzeit im Bereich der ehemaligen Burg                    | D-6-5924-0105 |      |
| (Standort) | Vorgängerbau sowie Befunde des Mittelalters und der frühen Neuzeit im Bereich der Kath. Kirche    | D-6-5924-0107 |      |
| (Standort) | Befunde des Mittelalters und der frühen Neuzeit im Bereich der Ruine „Scherenburg“.               | D-6-5924-0108 |      |
| (Standort) | Mittelalterliche Stadtbefestigung von Gemünden a.Main.                                            | D-6-5924-0109 |      |
| (Standort) | Mittelalterliche und frühneuzeitliche Kernstadt von Gemünden a.Main.                              | D-6-5924-0110 |      |
| (Standort) | Untertägige Bestandteile der frühneuzeitlichen Saalebrücke.                                       | D-6-5924-0111 |      |
| (Standort) | Archäologische Befunde der frühen Neuzeit                                                         | D-6-5924-0112 |      |
| (Standort) | Befunde der frühen Neuzeit im Bereich der nördlichen Vorstadt von Gemünden a. Main.               | D-6-5924-0113 |      |
| (Standort) | Befunde der frühen Neuzeit im Bereich der südöstlichen Vorstadt von Gemünden a. Main.             | D-6-5924-0114 |      |
| (Standort) | Befunde der frühen Neuzeit im Bereich der Kath. Pfarrkirche St. Antonius von Harrbach.            | D-6-5924-0116 |      |
| (Standort) | Freilandstation des Mesolithikums und Siedlung des Neolithikums.                                  | D-6-5924-0118 |      |
| (Standort) | Befunde der frühen Neuzeit im Bereich der Kath. Pfarrkirche St. Egidius von Massenbuch.           | D-6-5924-0119 |      |
| (Standort) | Befunde der frühen Neuzeit im Bereich der Kath. Filialkirche Kreuzerhöhung                        | D-6-5924-0121 |      |
| (Standort) | Mittelalterliche Vorgängerbauten sowie Befunde der frühen Neuzeit                                 | D-6-5924-0123 |      |
| (Standort) | Spätmittelalterlicher Vorgängerbau sowie Befunde der frühen Neuzeit im Bereich der Kath. Kirche   | D-6-5924-0125 |      |
| (Standort) | Befunde des Mittelalters und der frühen Neuzeit im Bereich der ehemaligen Kath. Kirche            | D-6-5924-0128 |      |
| (Standort) | Freilandstation des Paläolithikums sowie Siedlung des Neolithikums.                               | D-6-5924-0144 |      |
| (Standort) | Siedlung des Neolithikums.                                                                        | D-6-5924-0145 |      |
| (Standort) | Freilandstation des Paläolithikums.                                                               | D-6-5924-0146 |      |
| (Standort) | Freilandstation des Mittelpaläolithikums.                                                         | D-6-5924-0147 |      |
| (Standort) | Freilandstation des Mesolithikums sowie Siedlung der Urnenfelderzeit und der Hallstattzeit.       | D-6-5924-0149 |      |
| (Standort) | Freilandstation des Mesolithikums.                                                                | D-6-5924-0151 |      |
| (Standort) | Freilandstation des Spätpaläolithikums und des Mesolithikums.                                     | D-6-5924-0158 |      |
| (Standort) | Freilandstation des Mesolithikums.                                                                | D-6-5924-0159 |      |
| (Standort) | Bestattungsplatz mit Grabhügel vorgeschichtlicher Zeitstellung.                                   | D-6-5924-0163 |      |